# パーラッカードゥ・マーナーマドゥライ線
パーラッカードゥ・マーナーマドゥライ線は、ケーララ州パーラッカードゥ県のパーラッカードゥ連絡駅からタミル・ナードゥ州シヴァガンガイ県のマーナーマドゥライ連絡駅までを結ぶ、インド南部鉄道の鉄道路線である。

## 路線データ
- 路線距離：295km
  - パーラッカードゥ・ポッラーッチ間 : 50km
  - ポッラーッチ・ティンドゥッカル間 : 122km
  - ティンドゥッカル・マドゥライ間 : 62km
  - マドゥライ・マーナーマドゥライ間 : 61km
- 軌間：1000mm (狭軌)
- 駅数：31駅（起終点駅含む）

## 列車種別
普通列車と急行列車が運行されている。
- 普通(甲)列車、パーラッカードゥ・マーナーマドゥライ間 (ラーメーシュヴァラム線直通) : 761, 768
- 普通(甲)列車、パーラッカードゥ・ポッラーッチ間 : 765, 766
- 普通(甲)列車、ポッラーッチ・ティンドゥッカル間 (コーヤンブットゥール・ポッラーッチ線直通) : 771, 772
- 普通(甲)列車、マドゥライ・マーナーマドゥライ間 : 751, 752, 753, 754
- 普通(甲)列車、マドゥライ・マーナーマドゥライ間 (ラーメーシュヴァラム線直通) : 795, 796
- 普通(乙)列車、パーラッカードゥ・マドゥライ間 : 775A, 776A
- 普通(乙)列車、ポッラーッチ・マドゥライ間 (コーヤンブットゥール・ポッラーッチ線直通) : 775, 776
- 普通(丙)列車、パーラッカードゥ・マーナーマドゥライ間 (ラーメーシュヴァラム線直通) : 763, 764
- 普通(丙)列車、パーラッカードゥ・ポッラーッチ間 : 762, 767
- 快速列車、ポッラーッチ・マドゥライ間 (コーヤンブットゥール・ポッラーッチ線直通) : 777, 778
- 急行列車、ポッラーッチ・マーナーマドゥライ間 (ラーメーシュヴァラム線およびコーヤンブットゥール・ポッラーッチ線直通、コーヤンブットゥール発ラーメーシュヴァラム行) : 6715
- 急行列車、ポッラーッチ・マドゥライ間 (コーヤンブットゥール・ポッラーッチ線直通、コーヤンブットゥール・マドゥライ発着) : 6707, 6708, 6716

## 駅名及び停車駅
| 駅名                                        | 駅間所要時間 | 普通甲 | 普通乙 | 普通丙 | 快速 | 急行 | 接続路線等 | 所在地                                     | 所在地 |
| ------------------------------------------- | ------------ | ------ | ------ | ------ | ---- | ---- | --- | ------------------------------------------ | ------ |
| パーラッカードゥ連絡駅 (PALGHAT JN)         | --           | ●      | ●      | ●      |      |      | | ケーララ州・パーラッカードゥ県             |        |
| パーラッカードゥ市街駅 (PALGHAT TOWN)       | 9分          | ●      | ●      | ●      |      |      | | ケーララ州・パーラッカードゥ県             |        |
| プドゥナガラム駅 (PUDUNAGARAM)              | 13分         | ●      | ●      | ●      |      |      | | ケーララ州・パーラッカードゥ県             |        |
| ヴァダカンニカープラム駅 (VADAKANNIKAPURAM) | 8分          | ●      | ●      | ●      |      |      | 普通丙763は通過 | ケーララ州・パーラッカードゥ県             |        |
| コッレンゴードゥ駅 (KOLLENGODE)             | 5分          | ●      | ●      | ●      |      |      | | ケーララ州・パーラッカードゥ県             |        |
| ムタラマーダ駅 (MUTHALAMADA)                | 11分         | ●      | ●      | ｜     |      |      | | ケーララ州・パーラッカードゥ県             |        |
| ミーナークシプラム駅 (MINATCHIPURAM)        | 15分         | ●      | ●      | ｜     |      |      | | ケーララ州・パーラッカードゥ県             |        |
| アーナイマライ街道駅 (ANAIMALAI ROAD)       | 9分          | ●      | ●      | ｜     |      |      | | タミル・ナードゥ州・コーヤンブットゥール県 |        |
| ポッラーッチ連絡駅 (POLLACHI JN)            | 10分         | ●      | ●      | ●      | ●    | ●    | コーヤンブットゥール・ポッラーッチ線 (普通甲771, 772、普通乙775, 776、快速、急行直通)                                   | タミル・ナードゥ州・コーヤンブットゥール県 |        |
| コーマンガラム駅 (GOMANGALAM)               | 24分         | ●      | ｜     | ｜     | ｜   | ｜   | 普通甲772は通過 | タミル・ナードゥ州・コーヤンブットゥール県 |        |
| ウドゥマライペーッタイ駅 (UDUMALAIPETTAI)   | 16分         | ●      | ●      | ●      | ●    | ●    | 普通甲772は通過 | タミル・ナードゥ州・コーヤンブットゥール県 |        |
| マイヴァーディ街道駅 (MAIVADI ROAD)         | 5分          | ●      | ●      | ｜     | ｜   | ｜   | | タミル・ナードゥ州・コーヤンブットゥール県 |        |
| プシュパットゥール駅 (PUSHPATTUR)           | 12分         | ●      | ｜     | ｜     | ｜   | ｜   | 普通甲771, 772は通過 | タミル・ナードゥ州・ティンドゥッカル県     |        |
| パラニ駅 (PALANI)                           | 25分         | ●      | ●      | ●      | ●    | ●    | | タミル・ナードゥ州・ティンドゥッカル県     |        |
| チャッティラパッティ駅 (CHATRAPPATTI)       | 20分         | ｜     | ●      | ｜     | ｜   | ｜   | | タミル・ナードゥ州・ティンドゥッカル県     |        |
| オッタンチャッティラム駅 (ODDANCHATRAM)     | 11分         | ●      | ●      | ●      | ●    | ●    | | タミル・ナードゥ州・ティンドゥッカル県     |        |
| パラハヌードゥ駅 (PALAKANUTHU)              | 18分         | ｜     | ●      | ｜     | ｜   | ｜   | | タミル・ナードゥ州・ティンドゥッカル県     |        |
| アーッカライパッティ駅 (AKKARAIPATTI)       | 13分         | ｜     | ●      | ｜     | ｜   | ｜   | | タミル・ナードゥ州・ティンドゥッカル県     |        |
| ティンドゥッカル連絡駅 (DINDIGUL JN)        | 14分         | ●      | ●      | ●      | ●    | ●    | | タミル・ナードゥ州・ティンドゥッカル県     |        |
| アンバートゥライ駅 (AMBATURAI)              | 21分         | ●      | ●      | ●      | ｜   | ｜   | | タミル・ナードゥ州・ティンドゥッカル県     |        |
| コダイッカーナル街道駅 (KODAIKANAL ROAD)    | 14分         | ●      | ●      | ●      | ●    | ●    | 急行6707, 6708は通過 | タミル・ナードゥ州・ティンドゥッカル県     |        |
| ヴァーディパッティ駅 (VADIPATTI)            | 14分         | ●      | ●      | ｜     | ｜   | ｜   | 普通乙775Aは通過 | タミル・ナードゥ州・マドゥライ県           |        |
| チョーリャヴァンダーン駅 (SHOLAVANDAN)      | 8分          | ●      | ●      | ●      | ｜   | ●    | 急行6716は通過 | タミル・ナードゥ州・マドゥライ県           |        |
| サマヤナッルール駅 (SAMAYANALLUR)           | 11分         | ●      | ｜     | ｜     | ｜   | ｜   | | タミル・ナードゥ州・マドゥライ県           |        |
| マドゥライ連絡駅 (MADURAI JN)               | 19分         | ●      | ●      | ●      | ●    | ●    | チェンナイ・エルナークラム線・マドゥライ・テンガーシ線                                                                  | タミル・ナードゥ州・マドゥライ県           |        |
| マドゥライ東駅 (MADURAI EAST)               | 7分          | ●      |        | ●      |      | ●    | | タミル・ナードゥ州・マドゥライ県           |        |
| シライマーン駅 (SILAIMAN)                   | 12分         | ●      |        | ｜     |      | ｜   | | タミル・ナードゥ州・シヴァガンガイ県       |        |
| ティルップヴァナム駅 (TIRUPPUVANAM)         | 12分         | ●      |        | ●      |      | ｜   | 普通丙764は通過 | タミル・ナードゥ州・シヴァガンガイ県       |        |
| ティルッパッチェーッティ駅 (TIRUPPACHETTI)  | 14分         | ●      |        | ●      |      | ｜   | 普通丙764は通過 | タミル・ナードゥ州・シヴァガンガイ県       |        |
| ラージャガンビーラム駅 (RAJAGAMBIRAM)       | 16分         | ●      |        | ｜     |      | ｜   | 普通甲751, 752, 753は通過                                                                                               | タミル・ナードゥ州・シヴァガンガイ県       |        |
| マーナーマドゥライ連絡駅 (MANAMADURAI JN)   | 9分          | ●      |        | ●      |      | ●    | ラーメーシュヴァラム線 (普通甲761, 768, 795, 796、普通丙763, 764、急行6715直通)・ヴィルドゥナガル・マーナーマドゥライ線 | タミル・ナードゥ州・シヴァガンガイ県       |        |